# Unhošť
Unhošť (Duits: Aunosch of Unhoscht) is een Tsjechische stad in de regio Midden-Bohemen en maakt deel uit van het district Kladno. De stad ligt op zo'n 7 km afstand van de stad Kladno en op zo'n 21 km afstand van Praag.
Unhošť telt 5013 inwoners (2023).

## Geografie
De gemeente Unhošť bestaat uit de volgende plaatsen:
- Unhošť;
- Nouzov;
- Amerika;
- Dědkův mlýn;
- Fialka;
- Hřebenka;
- Na Štokách.

## Etymologie
De naam Unhošť is afgeleid van de persoonsnaam Uněhost en betekent hof van Uněhost. In de volksmond werden zowel mannelijke als vrouwelijke varianten van de naam gebruikt. In oude documenten komt de naam in de volgende vormen voor: Hunehostz (13e eeuw), in villa Hvnehozt (13e eeuw), Vnhoscht (1329), Vnhost (1352), Vnhoscz (1367 tot ongeveer 1403), Unhosscz (1403), in Ounhosst (1405), mezi mčkem Vnhossti (1454), w Aunhosstij (1544), Vnhosst (1549) en Aunosst/Unhoscht (1785).

## Geschiedenis
Het gebied in en rondom Unhošť was al bewoond in het vroege steentijd. Tijdens archeologische opgravingen zijn Keltische nederzettingen aangetroffen. In de buurt van de kerk werd een Slavische begraafplaats uit de 9e tot 11e eeuw blootgelegd.
De eerste schriftelijke vermelding van Unhošť dateert echte van 1284, toen het nog een dorp was en toebehoorde aan Malá Strana (thans Praag). In 1329 werd Unhošť vermeld als een plaats die behoorde tot Křivoklát. In 1489 gaf koning Wladislaus II van Hongarije de stad een wapen met hert en diverse stadsrechten. In die tijd had Unhošť een eigen bestuur en was het het economische en culturele centrum van de omgeving. Er was een school die voor het eerst schriftelijk werd vermeld in 1379. In 1557 kreeg het stadsbestuur het recht om Unhošť te versterken met muren. Deze werden echter niet gebouwd en dus kreeg Unhošt geen volledige stadsrechten.
Tijdens de Dertigjarige Oorlog werd de stad achtereenvolgens verwoest door de Saksen (1631) en Zweden (1639). De inwoners werden gedwongen toevlucht te zoeken in de bossen van Křivoklát. In 1742, tijdens de Oostenrijkse Successieoorlog, vond ten noorden van de stad, op de Šibenecheuvel, een veldslag plaats tussen Franse en Oostenrijkse troepen. Tussen 1783 en 1790 kreeg Unhošť alsnog volledige stadsrechten.
Vanaf 1850 was Unhošť een districtstad en was het gerechtelijk arrondissement er gevestigd (tot 1949). In de tweede helft van de 19e en het begin van de 20e eeuw werden in de stad en directe omgeving verschillende industriële ondernemingen gevestigd, waaronder een stoomfabriek, brouwerij, oliemolen, en likeurfabriek van FASTO.

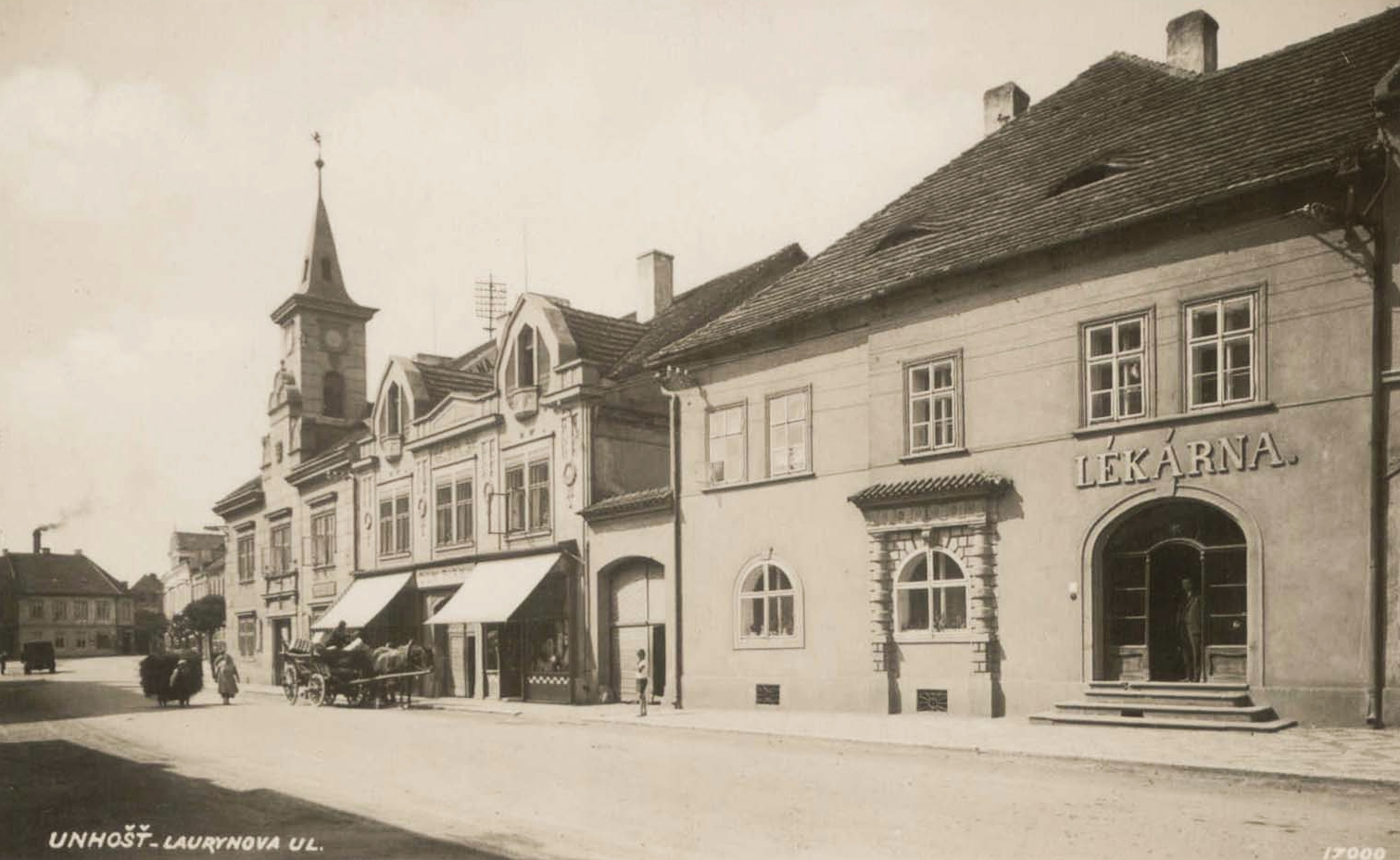
Voormalige apotheek

In 1898 werd de Vereniging van Volksbibliotheken opgericht. In 1920 verhuisde de bibliotheek naar het voormalige gebouw van de Handelsbank. In 1969 werd de bibliotheek vergroot. Sinds 1989 is de bibliotheek gevestigd in het pand van het voormalige medisch centrum. In 2000 werd de bibliotheek geautomatiseerd en van een internetaansluiting voorzien.
3 km ten westen van Unhošť stond Čeperka, waar tot 1976 water werd gebotteld uit een mineraalwaterbron. In 1930-1932 werd een hotel met zwembad gebouwd, dat later weer werd gesloten. Tot 1989 stond er tevens een militaire kazerne in Unhošť.
Sinds 1960 is Unhošť een zelfstandige gemeente binnen het district Kladno. Sinds 2003 is de historische kern van de stad beschermd stadsgezicht.

## Verkeer en vervoer

### Autowegen
Weg II/101 loopt door de stad en verbindt Unhošť met Kladno enerzijds en Rudná anderzijds. Ook weg II/201 loopt door de stad en verbindt Unhošť met Křivoklát, Zbečno, en Jeneč. Een deel van de deelgemeente Nouzov wordt doorsneden door weg II/118 Beroun - Kladno. Ten slotte loopt snelweg D6 door de buitenwijken van de stad.

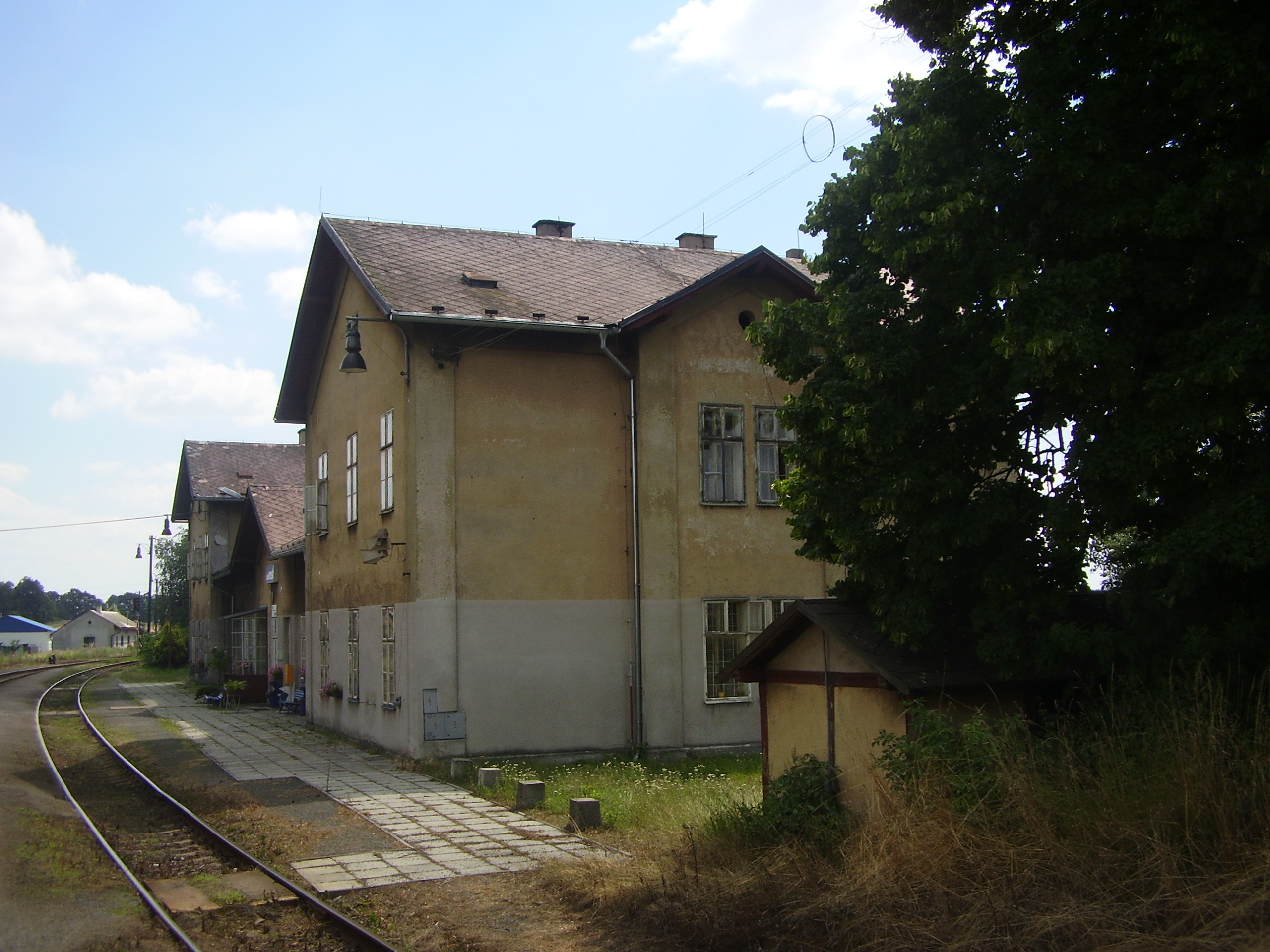
Station Unhošť (2008)

### Spoorlijnen
In de buurt van de stad lopen spoorlijn 120 en 124 Praag - Lužná - Chomutov/Rakovník. Ook station Unhošť ligt aan die lijn, al ligt het station in de gemeente Malé Přítočno, ruim 2,7 km ten noorden van de stad. Lijn S5 (Praag - Kladno) en R5 (Praag - Kladno - Rakovník) van Esko Praha halteren er. Er stoppen geen sneltreinen op het station.

### Buslijnen
Er zijn negen bushaltes in de gemeente:
| Halte                  | Lijn(en)            | Route(s)                                                                                     | Vervoerder(s)   |
| ---------------------- | ------------------- | -------------------------------------------------------------------------------------------- | --------------- |
| Unhošť, Amerika        | 386 630             | Praag-Zličín - Kladno Kladno - Beroun                                                        | ČSAD MHD Kladno |
| Unhošť, Karlovarská    | 365 630             | Stochov - Motol Kladno - Beroun                                                              | ČSAD MHD Kladno |
| Unhošť, Lidická        | 307                 | Praag-Zličín - Kladno                                                                        | ČSAD MHD Kladno |
| Unhošť, Pivovar        | 386 630             | Praag-Zličín - Kladno Kladno - Beroun                                                        | ČSAD MHD Kladno |
| Unhošť, Škola          | 365 386 630         | Stochov - Motol Praag-Zličín - Kladno Kladno - Beroun                                        | ČSAD MHD Kladno |
| Unhošť, Dědkův mlýn    | 630                 | Kladno - Beroun                                                                              | ČSAD MHD Kladno |
| Unhošť, Náměstí        | 307 319 365 386 630 | Praag-Zličín - Kladno Unhošť - Letiště Stochov - Motol Praag-Zličín - Kladno Kladno - Beroun | ČSAD MHD Kladno |
| Unhošť, Nouzov Čeperka | 630                 | Kladno - Beroun                                                                              | ČSAD MHD Kladno |
| Unhošť, U Křížku       | 386 630             | Praag-Zličín - Kladno Kladno - Beroun                                                        | ČSAD MHD Kladno |

## Bezienswaardigheden
Tot de monumenten van de stad behoort de eenbeukige Sint-Petrus en -Pauluskerk uit de 13e eeuw. Oorspronkelijk was het een gotisch gebouw, maar het werd later herbouwd in barokstijl, met een toren die in 1655-1657 aan de zijkant van het priesterkoor werd gebouwd. Aan het begin van de 14e eeuw werd een pastorie geopend.
Voor de kerk staan standbeelden van Sint Wenceslaus en Sint Johannes van Nepomuk.
Op het kerkhof staat de Sint-Barbarakapel uit 1702. In het gebouw van het voormalige gemeentehuis (nr. 1) is een lokaal en regionaal museum gevestigd.
Andere bezienswaardigheden:
- Kasteel uit het einde van de 17e eeuw;[5]
- Huizen nr. 8, 86 en 149;
- Monumentale mijlpaal.

## Geboren
- František Labler (1805-1851), Tsjechisch componist
- František Plesnivý (1845-1918), Oostenrijks-Hongaars architect
- Florián Zajíc (1853-1926), Tsjechisch violist en muziekleraar, voornamelijk actief in Duitsland
- Karel Wellner (1875-1926), schilder, graficus en leraar
- Marie Calma-Veselá (1881-1966), Tsjechisch schrijfster en operazangeres
- František Salesius Frabša (1887-1956), Tsjechisch journalist en politicus
- Karel Teissig (1925-2000), schilder en graficus
- František Pospíšil (1944), Tsjecho-Slowaaks hockeyverdediger en aanvoerder van het nationale team
- Pavel Patera (1971), Tsjechisch ijshockeycoach en voormalig professioneel ijshockeyaanvaller; tevens Olympisch kampioen en viervoudig wereldkampioen

## Galerĳ

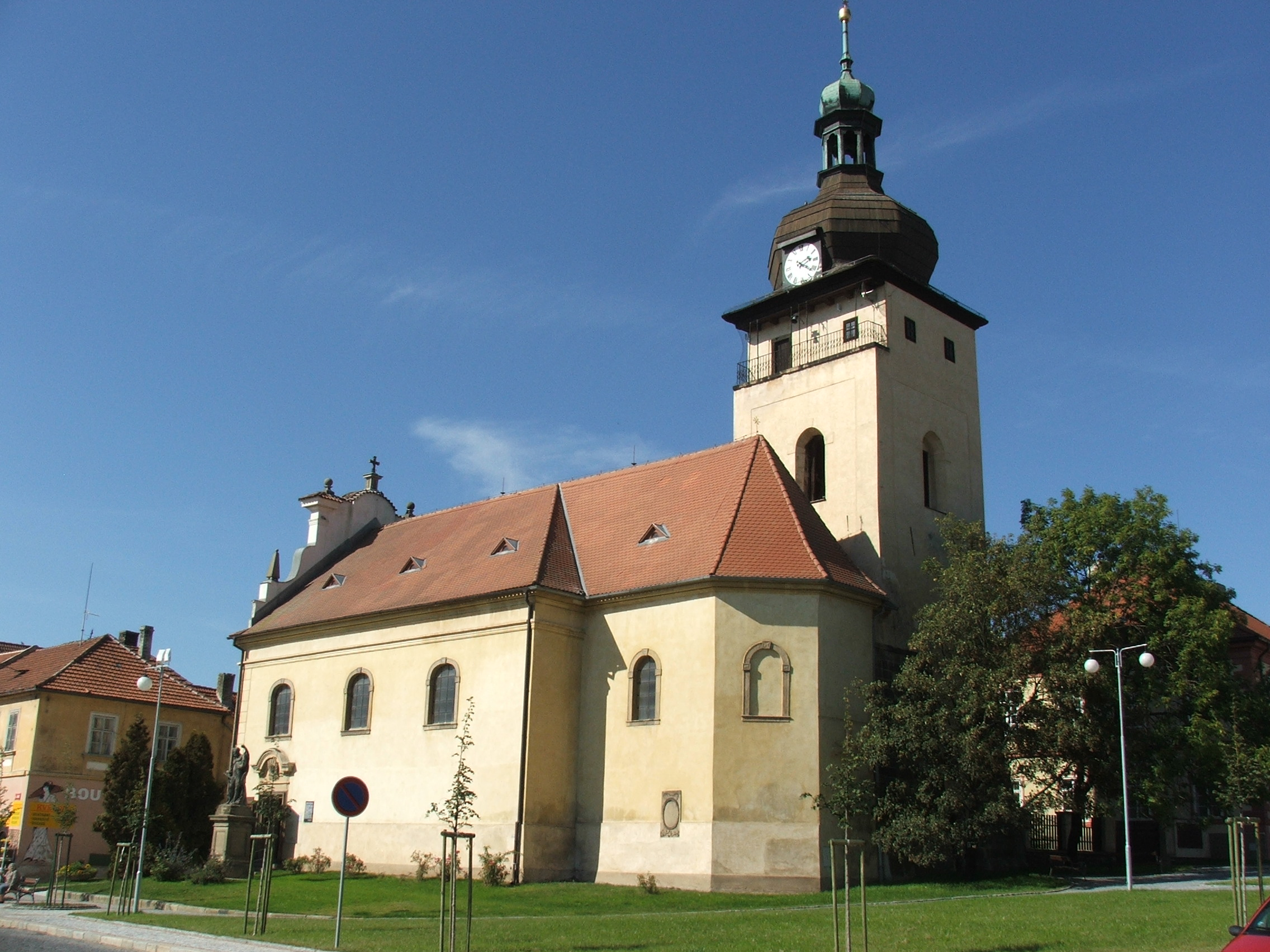
Sint-Petrus en -Pauluskerk
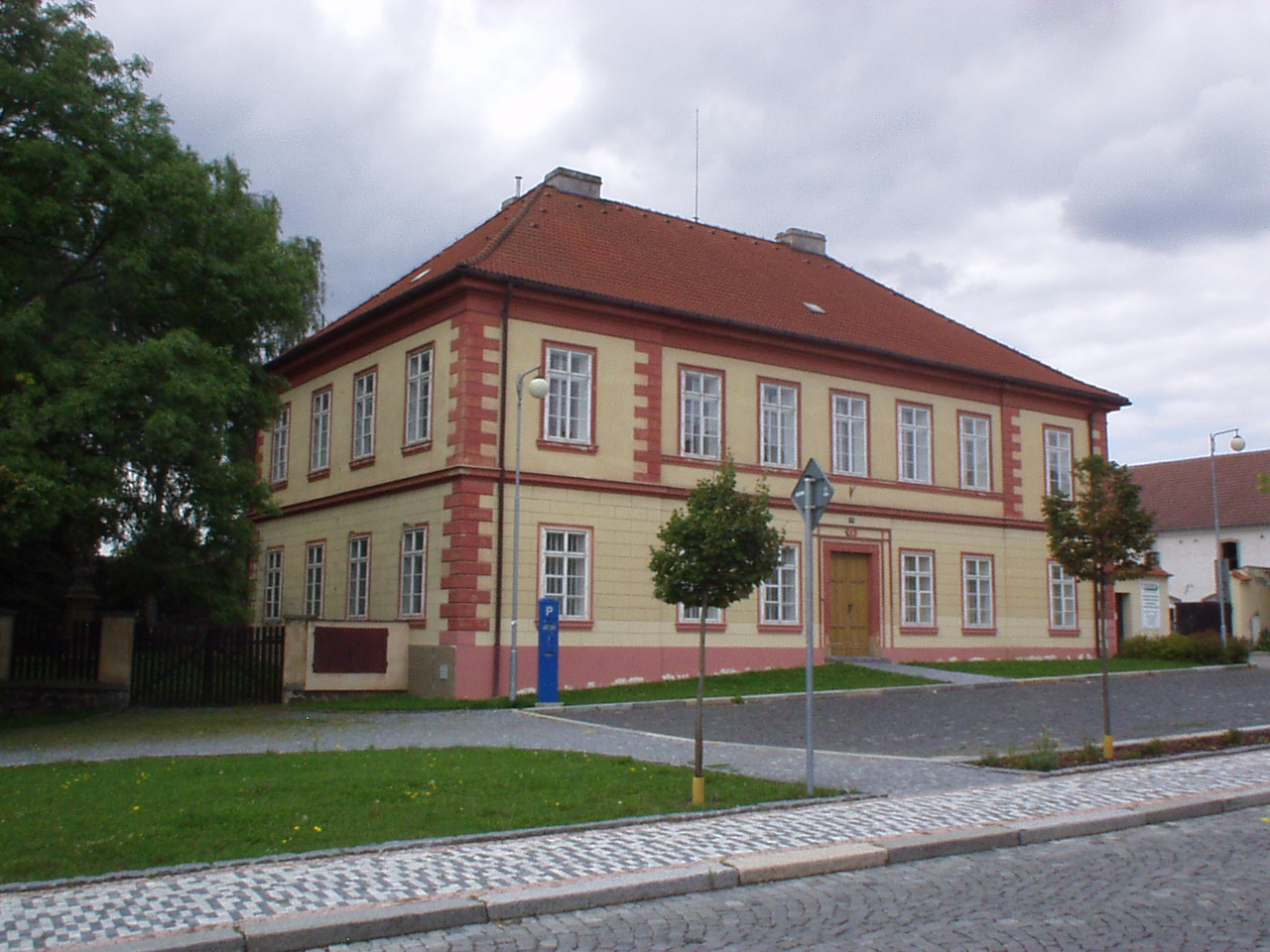
Parochie
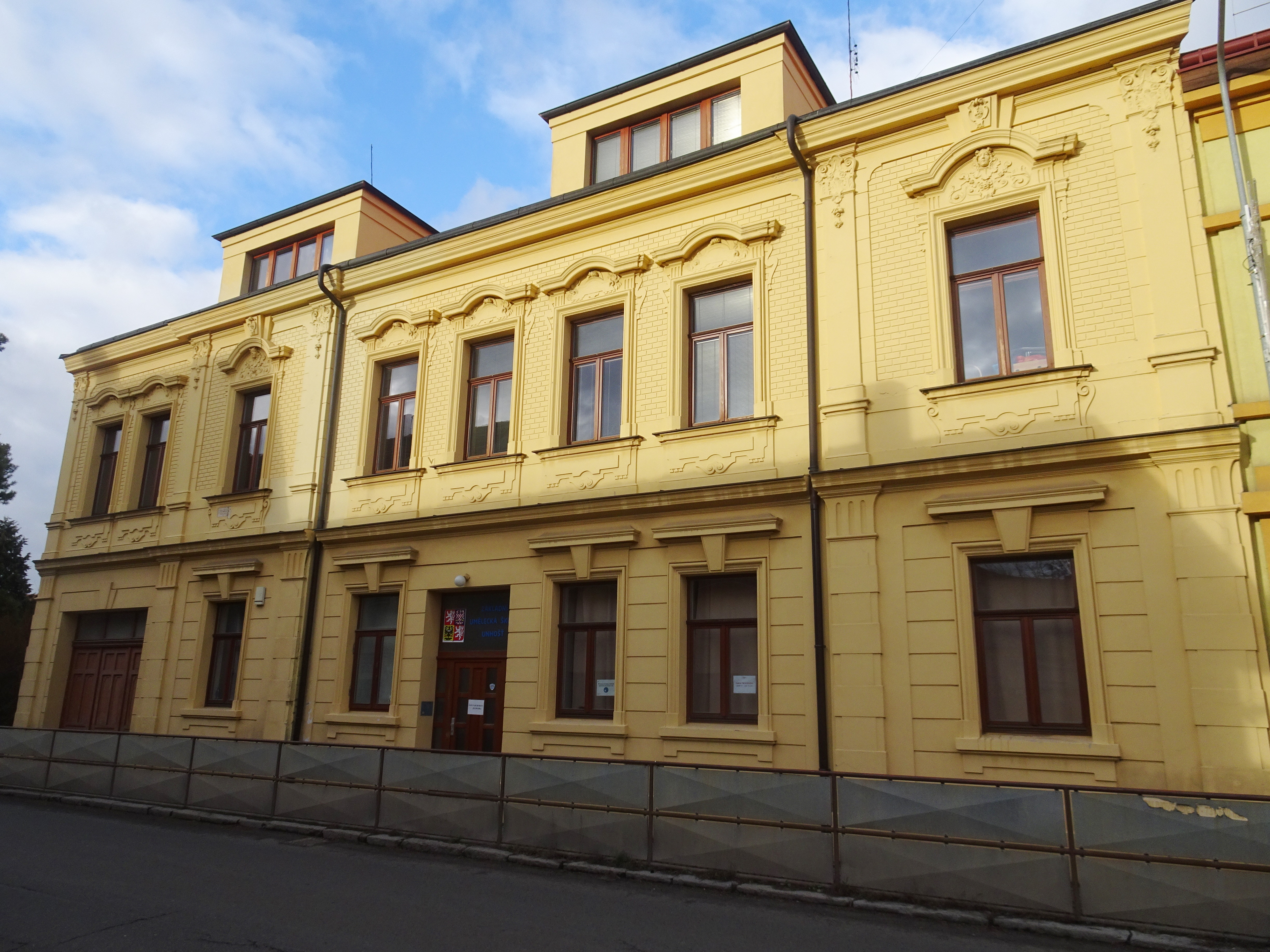
Basisschool
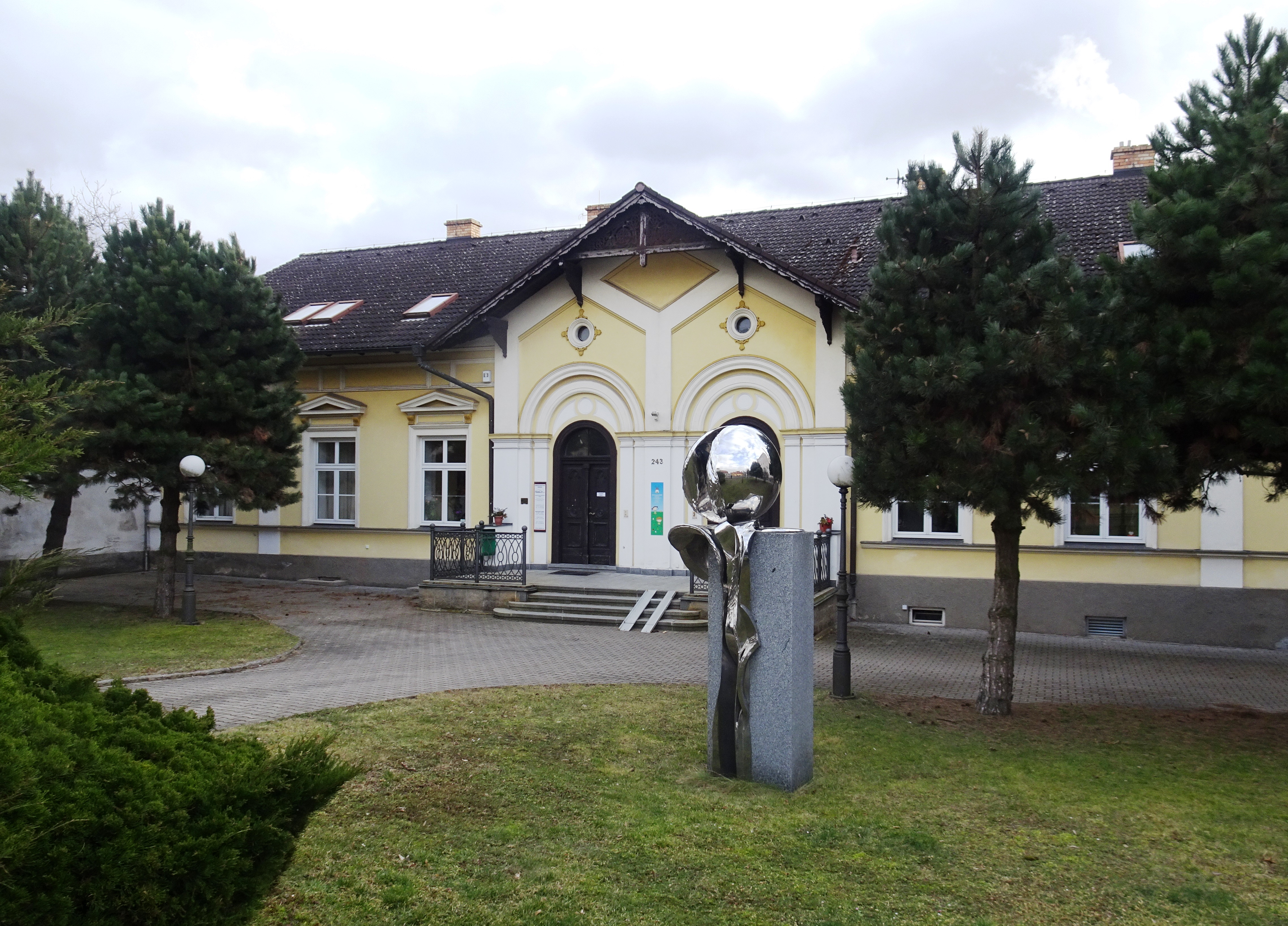
Kleuterschool
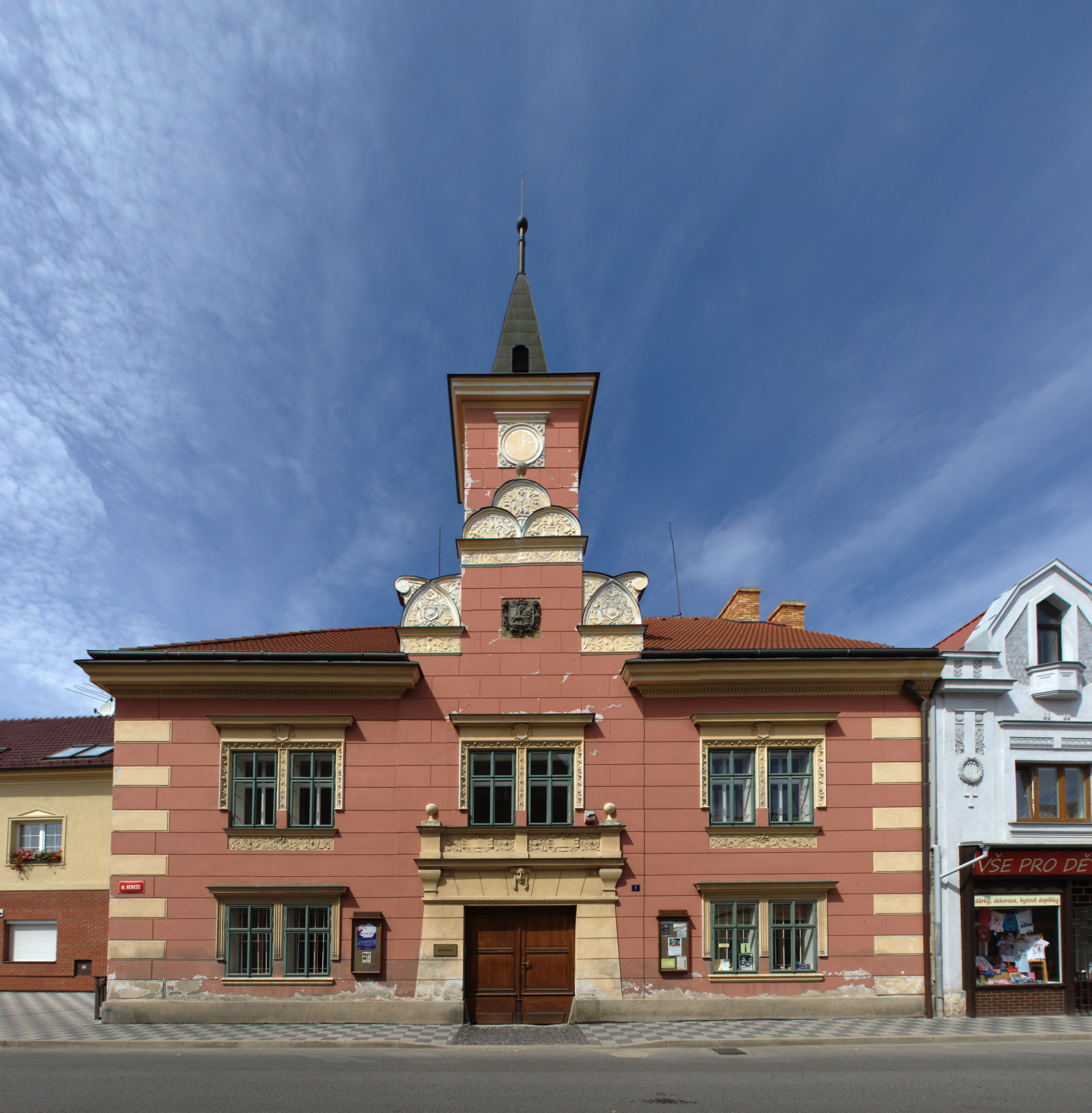
Museum in voormalig gemeentehuis
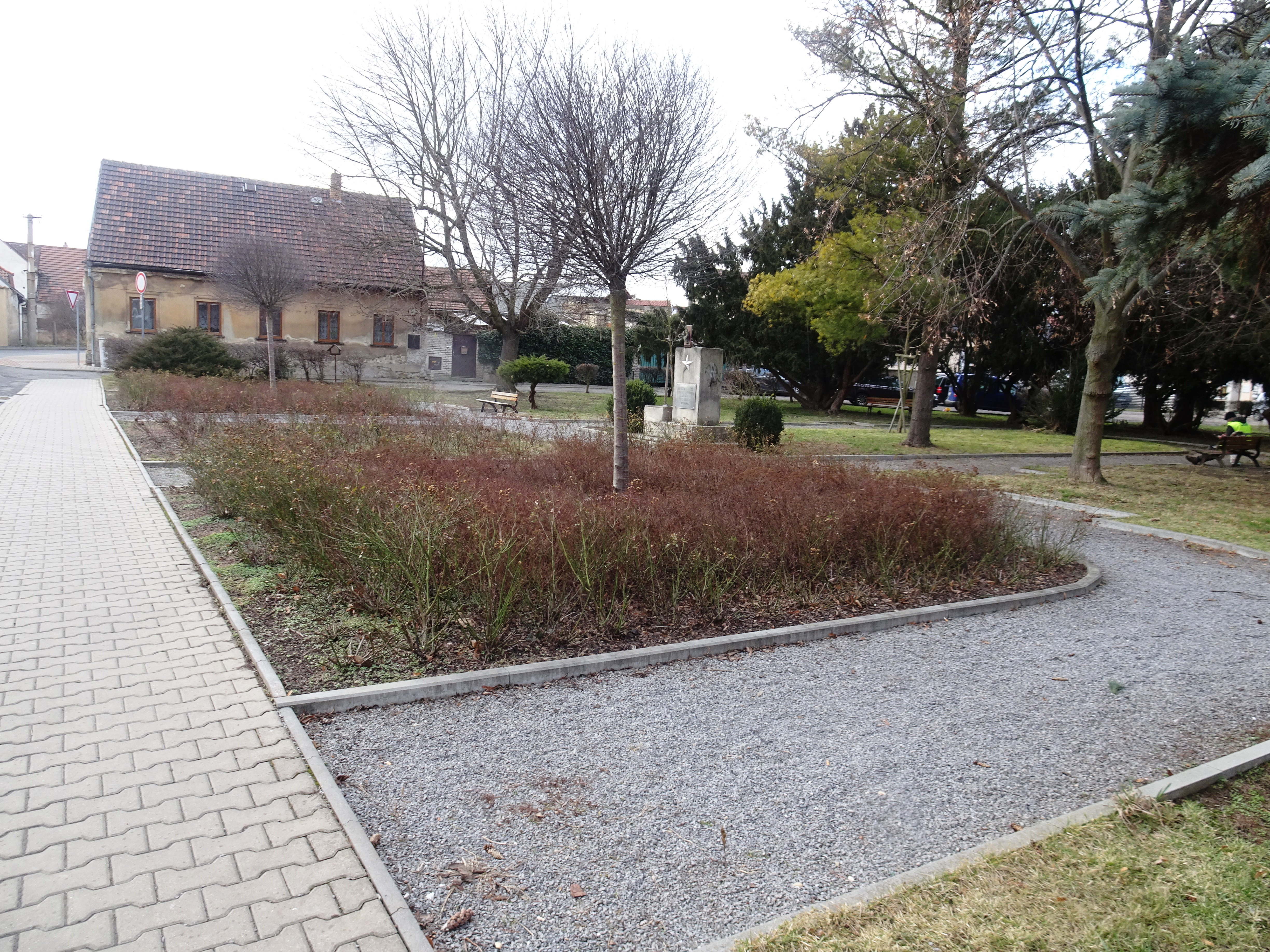
Tyršovoplein met herdenkingsmonument
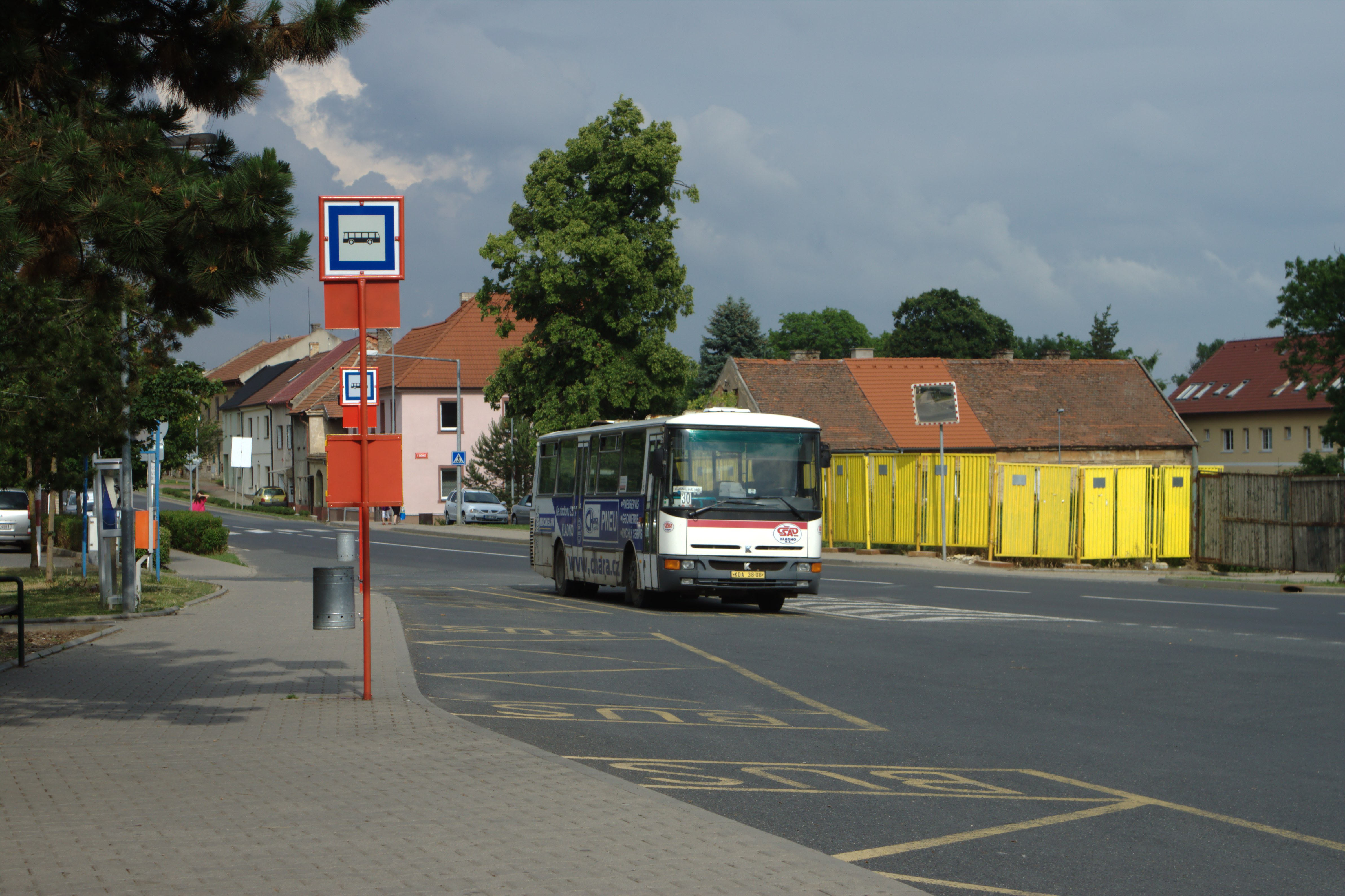
Bushalte (2008)